# وزلی، سالفورد
وزلی (به انگلیسی: Worsley) یک شهرک در بریتانیا است که در سالفورد واقع شده‌است. وزلی ۱۰٬۰۹۰ نفر جمعیت دارد.